# Hans-Dieter Jäger
Hans-Dieter Jäger (* 1936) ist ein deutscher Diplomat.

## Leben
Jäger wurde 1936 im Berliner Umland als Sohn eines Arbeiters geboren. Von 1950 bis 1953 absolvierte er in der DDR eine Lehre als Fachverkäufer; 1953 trat in die SED ein. Zwischen 1953 und 1956 besuchte er die Arbeiter-und-Bauern-Fakultät, die er nach dem bestandenen Abitur verließ. Noch im selben Jahr startete er sein Studium am Staatlichen Institut für Internationale Beziehungen in Moskau mit dem Spezialgebiet Japan, das er 1962 als Diplomstaatswissenschaftler abschloss.
Ab 1962 war Jäger im Ministerium für Auswärtige Angelegenheiten beschäftigt; bis 1963 war er hier Referent der Ersten Außereuropäischen Abteilung (Ferner Osten). Von 1963 bis 1966 war er Attaché bzw. 3. Sekretär an der Botschaft in China. Nach seiner Rückkehr wurde er 1966 Referent beim Staatssekretär bzw. Mitarbeiter in der 6. Außereuropäischen Abteilung (USA, Kanada, Japan). 1970 wechselte er wieder als Sekretär zur Botschaft in China; diese Stelle behielt er bis 1973. 1974 bis 1976 war er Botschaftsrat an der Botschaft in Japan. Danach kehrte er wieder in die DDR zurück und war von 1977 bis 1981 Sektionsleiter bzw. stellvertretender Leiter der Abteilung USA/Japan im Ministerium. 1981 bis 1982 war er Gesandter an der Botschaft in Japan; am 27. Dezember 1982 erfolgte daraufhin seine Ernennung zum Botschafter der DDR in Japan. Dieser Tätigkeit ging Hans-Dieter Jäger bis Juli 1988 nach und kehrte danach erneut in die DDR zurück, wo er bis 1989 stellvertretender Leiter der Abteilung USA, Kanada und Japan und ab 1990 erneut Sektionsleiter des MfAA war.